# Osteocephalus leprieurii
A Osteocephalus leprieurii a kétéltűek (Amphibia) osztályának békák (Anura) rendjébe és a levelibéka-félék (Hylidae) családjába tartozó faj.

## Előfordulása
A faj Bolíviában, Brazíliában, Kolumbiában, Francia Guyanában, Guyanában, Peruban, Suriname-ban és Venezuelában él. Természetes élőhelye a szubtrópusi vagy trópusi nedves síkvidéki erdők, időszaki édesvizű mocsarak folyók. A fajt élőhelyének elvesztése fenyegeti.